# Madeleine Kunin
Madeleine Kunin, nata May (Zurigo, 28 settembre 1933), è una politica tedesca naturalizzata statunitense, governatrice del Vermont dal 1985 al 1991.

## Biografia
Nata a Zurigo, Madeleine era figlia di Ferdinand May e Renee Bloch, due ebrei tedeschi fuggiti in Svizzera per scappare dal Nazismo. Il padre soffrì di depressione e morì suicidandosi in un lago svizzero. La famiglia visse per qualche tempo in Italia, per poi trasferirsi negli Stati Uniti quando Madeleine era bambina. Studiò all'Università del Massachusetts a Amherst, alla Columbia University Graduate School of Journalism e all'Università del Vermont. Prima di entrare in politica, lavorò come reporter per il Burlington Free Press e come docente part-time.
Nel 1972 si candidò alla Camera dei rappresentanti del Vermont come esponente del Partito Democratico e risultò eletta. Riconfermata per un secondo mandato due anni dopo, fu nominata whip di minoranza. Nel corso del suo terzo mandato, divenne Presidente della Commissione Stanziamenti, dietro forte spinta del suo predecessore, il repubblicano Emory A. Hebard.
Nel 1978 venne eletta vicegovernatore del Vermont, seconda donna nella storia dello stato a ricoprire la carica, dopo la repubblicana Consuelo N. Bailey. Nel 1982 lasciò l'incarico per candidarsi alla carica di governatore del Vermont contro il repubblicano in carica Richard A. Snelling, ma fu sconfitta con un margine pari a poco meno di ventimila voti. Nel 1984, quando Snelling decise di non ricandidarsi, Madeleine Kunin si presentò nuovamente alle elezioni e questa volta riuscì a vincere, in quella che fu la campagna elettorale più costosa della storia dello stato. Fu la prima donna e la prima persona ebrea a ricoprire questa carica nello stato del Vermont, nonché la prima donna ebrea a ricoprire questo ruolo in tutta la nazione. Venne riconfermata dagli elettori per un secondo mandato nel 1986, sconfiggendo il repubblicano Peter Plympton Smith e l'indipendente Bernie Sanders, per poi divenire nel 1988 la prima donna eletta tre volte alla carica di governatore di uno stato degli Stati Uniti. Lasciò l'incarico nel gennaio del 1991, rifiutando una nuova candidatura.
Sotto l'amministrazione Clinton fu Vicesegretario dell'Istruzione dal 1993 al 1997, per poi essere nominata ambasciatore statunitense nella natia Svizzera e in Liechtenstein.
Madre di quattro figli, Madeleine Kunin fu sposata in prime nozze con l'accademico Arthur Kunin per trentaquattro anni e in seconde nozze con il docente del Dartmouth College John W. Hennessey. Suo fratello Edgar May fu vincitore del Premio Pulitzer per il miglior giornalismo investigativo nel 1961.